# Омдурман
Омдурман (арап. أم درمان Umm Durmān) је град у суданској савезној држави Картум и највећи град земље. По подацима из 2008. имао је 2.395.159 становника. 
Са главним градом Картумом и градом Северни Картум које раздвају Бели и Плави Нил, Омдурман чини један град из три дела. За разлику од економски просперитетног Картума, Омдурман је више град за становање. 
Омдурман важи за религијски центар Судана. Овде ради Исламски универзитет, а активно је и више суфистичких братстава.

## Положај
Омдурман се налази на западној (левој) обали Белог Нила и Нила. Картум и Северни Картум се налазе источно, уз обале Плавог Нила. Северно од Омдурмана протеже се пустиња, док је јужно плодна равница између Белог и Плавог Нила. 

## Историја
Самозвани махди Мухамед Ахмед је 1884. овде основао своје војно упориште. Махдијев наследник, калиф Абдулах ибн Муамед је 1885. прогласио Омдурман главним градом Судана. Град је нагло растао. У бици код Омдурмана 1898. Британци су поразили махдистичке снаге, убиле калифа и загосподариле Суданом. Главни град је премештен у Картум. 